# Solid Snake
Solid Snake (ソリッド・スネーク Soriddo Sunēku?, prawdziwe imię David) – fikcyjna postać i jeden z dwóch głównych protagonistów serii gier Metal Gear. Postać i cała seria została stworzona przez Hideo Kojimę, a gry wydane przez studio Konami. Solid Snake pierwszy raz pojawił się w pierwszej grze z serii, Metal Gear z 1987 roku, a ostatni Metal Gear Solid 4: Guns of the Patriots w 2008 roku. W japońskiej wersji gry głosu użycza mu Akio Ōtsuka, a w anglojęzycznej David Hayter.
Solid Snake w grach z serii Metal Gear jest szpiegiem, żołnierzem i najemnikiem pracującym dla sił specjalnych Foxhound. Kontrolowany przez gracza, Snake musi wykonywać swoje misje jak najrzadziej uciekając się do przemocy. Poza akcją główną (jak sam wspomina) jest maszerem.

## Odbiór
Solid Snake/Old Snake został niejednokrotnie nazwany jednym z najlepszych i najlepiej stworzonych postaci w historii gier komputerowych. Old Snake pojawił się na liście GameDaily jako jeden z najlepszych archetypów gier video. Pojawił się także na ich liście najlepszych postaci serii Super Smash.